# プブリウス・コルネリウス・スキピオ・ナシカ・セラピオ (紀元前111年の執政官)
プブリウス・コルネリウス・スキピオ・ナシカ・セラピオ（ラテン語: Publius Cornelius Scipio Nasica Serapio、- 紀元前111年）は、紀元前2世紀後期の共和政ローマの政治家。紀元前111年に執政官（コンスル）を務めた。

## 出自
ローマ筆頭の名門パトリキ（貴族）の一つであるコルネリウス氏族のスキピオ家に生まれる。父は紀元前138年の執政官で、同名のプブリウス・コルネリウス・スキピオ・ナシカ・セラピオで、最高神祇官も務めた。しかし、従兄弟で護民官であったガイウス・センプロニウス・グラックスとその支持者の虐殺の首謀者としての方が有名である。母方をたどると、スキピオ・アフリカヌスの子孫に当たる。
なお、スキピオ・ナシカ・セラピオというコグノーメン（家族名）を使っているのは、大プリニウスの『博物誌』と『イースター・クロニクル』二つの資料だけで。カピトリヌスのファスティではスキピオ・ナシカとなっている。

## 経歴
スキピオ・ナシカの早期の経歴は不明だが、ウィッリウス法の要求事項から逆算すると、遅くとも紀元前114年にはプラエトル（法務官）を務めたはずである。
紀元前111年、スキピオ・ナシカは執政官に就任する。同僚はプレブスのルキウス・カルプルニウス・ベスティアであった。前年にユグルタ戦争が始まっており、くじ引きの結果ベスティアが出征することとなり、スキピオ・ナシカはイタリアに留まった。しかし執政官任期満了前にスキピオ・ナシカは死去した。彼のための厳粛な葬儀が行われた。補充執政官は選出されていない。

## 評価
スキピオ・ナシカの業績は何も伝わっていないが、当時の人には好まれていたようである。キケロは、父とは異なり「話術に長けており」、権力を持っていたにもかかわらず「常識的であった」と記している。このようであったため、あまり多く演説をしなかったし回数も多くなかったが、純粋なラテン語を話す点では誰にも負けなかったし、洒落や機知は誰にも優っていた。シケリアのディオドロスは彼の無謬性、公務への積極的な参加、そして言葉だけでなく行いにおいても「知恵への献身」について書いている。大プリニウスはスキピオ・ナシカが庶民に非常に愛されていたと書いている。

## 子孫
スキピオ・ナシカはクィントゥス・カエキリウス・メテッルス・マケドニクスの娘と結婚した。二人の間には息子プブリウス・コルネリウス・スキピオ・ナシカが生まれたが、紀元前90年代に法務官をと止めている。その息子がクィントゥス・カエキリウス・メテッルス・ピウス・スキピオ・ナシカは、ポンペイウス・マグヌスの義理の父である。

## 参考資料

### 古代の資料
- シケリアのディオドロス『歴史叢書』
- カピトリヌスのファスティ
- ガイウス・プリニウス・セクンドゥス『博物誌』
- マルクス・トゥッリウス・キケロ『ブルトゥス』
- マルクス・トゥッリウス・キケロ『義務について』

### 研究書
- Broughton R. Magistrates of the Roman Republic. - N. Y. , 1951. - Vol. I. - 600 p.
- Münzer F. Cornelii Scipiones // Paulys Realencyclopädie der classischen Altertumswissenschaft . - 1900. - Bd. Vii. - Kol. 1426-1427.
- Münzer F. Cornelius 355 // Paulys Realencyclopädie der classischen Altertumswissenschaft . - 1900. - Bd. Vii. - Kol. 1504-1505.